# Grapa (Beskid Żywiecki)
Grapa (613 m) – wzniesienie w Grupie Lipowskiego Wierchu i Romanki w Beskidzie Żywiecko-Orawskim. Znajduje się w przedłużeniu grzbietu Abrahamowa (857 m), który poprzez Grapę i Bukowinę (510 m) opada do doliny Soły w Węgierskiej Górce. Grzbiet ten oddziela dolinę potoku Żabniczanka, w której znajduje się miejscowość Żabnica od doliny potoku Cięcinka, w której znajduje się miejscowość Cięcina, obydwie w województwie śląskim, w powiecie żywieckim, w gminie Węgierska Górka.
W polskiej gwarze podhalańskiej, spiskiej, orawskiej oraz słowackiej gwarze spiskiej, orawskiej i liptowskiej słowo grapa oznacza strome lub urwiste zbocze lub wzniesienie.
Grapa ma długi grzbiet i obecnie jest w dużym stopniu porośnięta lasem, ale na niezaktualizowanej mapie topograficznej Geoportalu (2013 r.) jest w większości bezleśna, szczególnie na zboczach należących do miejscowości Cięcina. Również na zdjęciach lotniczych mapy Geoportalu widoczne są na grzbiecie i stokach Grapy liczne polanki i zarastające chaszczami poletka dawnych pól uprawnych. Dawniej były to tereny niemal całkowicie bezleśne. Od połowy XIX wieku po II wojnę światową Żywiecczyzna była tak przeludniona, że uprawiano poletka i wypasano bydło i owce po szczyty gór, szczególnie tych bliżej centrum miejscowości. Obecnie na wielu dawnych poletkach uprawnych i polanach Abrahamowa (szczególnie tych wyżej położonych) z powodów ekonomicznych zaprzestano ich rolniczego wykorzystywania i pozostawione swojemu losowi stopniowo zarastają chaszczami i lasem.

## Szlaki turystyczne
Węgierska Górka – Grapa – Abrahamów – Schronisko „Słowianka” – hala Pawlusia – hal Rysianka (Główny Szlak Beskidzki)